# Мортеза Асаді
Мортеза Асаді (перс. مرتضی اسدی; нар. 24 лютого 1979, Тегеран, Іран) — іранський футболіст та тренер, виступав на позиції захисника.

## Клубна кар'єра
Вихованець «Персеполіса» та «Саба Кум». Дорослу футбольну кар'єру розпочав 2005 року в складі «Саба Кум», тоді ж дебютував у вищому дивізіоні іранського футболу. У складі клубу виступав на груповому етапі Ліги чемпіонів АФК 2006. У 2010 році перейшов у «Трактор Сазі», де згодом став капітаном команди. 5 липня 2014 року підписав контракт з «Гостареш Фулад». З 2017 по 2018 рік виступав за «Санат Нафт». У 2018 році перебрався в «Гол Реян», проте в команді не грав, а згодом завершив кар'єру футболіста.

## Кар'єра в збірній
Дебютував у футболці національної збірної Ірану в лютому 2007 року в товариському матчі проти Білорусі. Викликався до розширеного числа гравців на Кубок Азії, проте до остаточного списку не увійшов.

## Кар'єра тренера
По завершенні кар'єри гравця розпочав тренерську діяльність. Допомагає тренувати «Парс Джонубі».

## Особисте життя
Народився в Тегерані, проте походить з Ардабіля. У Тебризі отримав прізвисько Тюрк Огли.

## Статистика виступів

### Клубна
Останнє оновлення: 7 серпня 2018
| Клубні виступи | Клубні виступи | Клубні виступи | Ліга  | Ліга | Кубок       | Кубок       | Континентальні | Континентальні | Загалом | Загалом |
| Сезон          | Клуб           | Ліга           | Матчі | Голи | Матчі       | Голи        | Матчі          | Голи           | Матчі   | Голи    |
| Іран           | Іран           | Іран           | Ліга  | Ліга | Кубок Ірану | Кубок Ірану | Азія           | Азія           | Загалом | Загалом |
| -------------- | -------------- | -------------- | ----- | ---- | ----------- | ----------- | -------------- | -------------- | ------- | ------- |
| 2005–06        | «Саба»         | Про-ліга       | 29    | 0    | 0           | 0           | 6              | 0              | 35      | 0       |
| 2006–07        | «Саба»         | Про-ліга       | 30    | 0    | 0           | 0           | –              | –              | 30      | 0       |
| 2007–08        | «Саба»         | Про-ліга       | 31    | 1    | 1           | 0           | –              | –              | 32      | 1       |
| 2008–09        | «Саба»         | Про-ліга       | 32    | 0    | 2           | 0           | 4              | 0              | 38      | 0       |
| 2009–10        | «Саба»         | Про-ліга       | 30    | 0    | 0           | 0           | –              | –              | 30      | 0       |
| 2010–11        | «Трактор Сазі» | Про-ліга       | 34    | 0    | 1           | 0           | –              | –              | 35      | 0       |
| 2011–12        | «Трактор Сазі» | Про-ліга       | 34    | 0    | 1           | 0           | –              | –              | 35      | 0       |
| 2012–13        | «Трактор Сазі» | Про-ліга       | 33    | 0    | 1           | 0           | 6              | 0              | 40      | 0       |
| 2013–14        | «Трактор Сазі» | Про-ліга       | 21    | 0    | 4           | 0           | 2              | 0              | 26      | 0       |
| 2014–15        | «Гостареш»     | Про-ліга       | 28    | 0    | 0           | 0           | –              | –              | 28      | 0       |
| 2015–16        | «Гостареш»     | Про-ліга       | 30    | 0    | 0           | 0           | –              | –              | 30      | 0       |
| 2016–17        | «Гостареш»     | Про-ліга       | 28    | 0    | 0           | 0           | –              | –              | 28      | 0       |
| 2017–18        | «Санат Нафт»   | Про-ліга       | 20    | 0    | 0           | 0           | –              | –              | 20      | 0       |
| Загалом        | Іран           | Іран           | 380   | 1    | 10          | 0           | 18             | 0              | 408     | 1       |

Гольові передачі
| Сезон   | Команда        | Асисти |
| ------- | -------------- | ------ |
| 2005–06 | «Саба»         | 1      |
| 2007–08 | «Саба»         | 1      |
| 2009–10 | «Саба»         | 1      |
| 2010–11 | «Трактор Сазі» | 0      |
| 2011–12 | «Трактор Сазі» | 0      |
| 2012–13 | «Трактор Сазі» | 2      |
| 2013–14 | «Трактор Сазі» | 1      |
| 2014–15 | «Гостареш»     | 0      |

## Досягнення
- Про-ліга Перської затоки
  -  Срібний призер (2): 2011/12, 2012/13

- Кубок Ірану
  -  Володар (1): 2013/14

- Суперкубок Ірану
  -  Володар (1): 2005